# قارچ مورچه زامبی
اوفیوکوردیپس آنیلاتریلیس (Ophiocordyceps unilateralis) که معمولاً به عنوان قارچ مورچه زامبی شناخته می‌شود، قارچ بیماری‌زا حشرات که توسط طبیعت‌شناس بریتانیایی آلفرد راسل والاس در سال ۱۸۵۹ کشف شد و در حال حاضر عمدتاً در اکوسیستم‌های جنگل حاره‌ای یافت می‌شود. این قارچ مورچه‌های گروه Camponotini را آلوده می‌کند و بیماری‌زایی کامل آن با تغییر الگوهای رفتاری مورچه آلوده مشخص می‌شود. میزبان‌های آلوده، لانه‌های خود را برای جستجوی غذا و یافتن منطقه‌ای با دما و رطوبت مناسب برای رشد قارچ، ترک می‌کنند. سپس از فک پایین خود استفاده می‌کنند تا خود را به ورید اصلی در سطح زیرین برگ بچسبانند، جایی که میزبان پس از مرگ نهایی در آنجا باقی می‌ماند. فرآیندی که منجر به مرگ می‌شود ۴ تا ۱۰ روز طول می‌کشد و شامل مرحله تولید مثل می‌شود که در آن جسم بارده از سر مورچه رشد می‌کنند و پاره می‌شوند تا هاگ‌های قارچ را آزاد کنند.